# Godzillius
Godzillius is een geslacht van kreeftachtigen uit de klasse van de Remipedia (ladderkreeftjes).

## Soorten
- Godzillius fuchsi Gonzalez, Singpiel & Schlagner, 2013
- Godzillius robustus Schram, Yager, Emerson, 1986